# 拿去吧！水手服
《拿去吧！水手服》是日本電視動畫《幸運☆星》的片頭曲。2007年5月23日以動畫中四位女主角（泉此方、柊鏡、柊司、高良美幸）的名義發行單曲CD。
動畫片頭動畫是劇中女角色的集體舞蹈，配合此曲有「電波歌」的成分，很快就通過互聯網廣為流傳並大受歡迎。單曲首週發行就取得Oricon單曲週榜第二位的佳績，被日本唱片業協會認證為2007年6月度金唱片（銷量超過10萬張）。在2007年全年Oricon單曲銷量榜中排行第40。2008年2月，銷量突破20萬張。
《拿去吧！水手服》獲得第12回Animation神戶賞主題歌賞、第2回聲優Awards歌唱賞、第30回Anime Grand動畫歌曲部門等榮譽。
由於歌曲的人氣和取得的成功，日本不少音樂節目和情報節目都有所介紹，但是由於官方設定的演唱者名字太長，所以一般都會採用簡稱，如：《MUSIC STATION》用「幸運☆星4人組」代指，《HEY!HEY!HEY!MUSIC CHAMP》用「幸運☆星的4人」、《RADIO DE CULTURE》則用「泉此方及其他」。
此曲在2007年8月8日和12月26日發行了另外兩種不同的版本，分別是——和。
此曲在2017年8月2日收录于。

## 收錄歌曲

### もってけ!セーラーふく
1. （拿去吧！水手服）
作詞：畑亞貴；作曲、編曲：神前曉
2. （還來！過膝襪）
作詞：畑亞貴；作曲、編曲：nishi-ken
3. (off vocal)
4. (off vocal)

### もってけ!セーラーふくRe-Mix001〜7 burning Remixers〜
1. [4:14]
作詞：畑亜貴、作曲、編曲：神前暁
2. かえして!ニーソックス}} [4:01]
作詞：畑亜貴、作曲、編曲：nishi-ken
3. (off vocal)
4. (off vocal)

### らき☆すたRe-Mix002〜『ラキスタノキワミ、アッー』【してやんよ】〜
1. [4:15]
作詞：畑亜貴、作曲：神前暁、編曲：eicheph
2. [3:40]
作詞：畑亜貴、作曲：神前暁、編曲：来兎
3. [5:27]
作詞：畑亜貴、作曲：神前暁、編曲：bassjack
4. [6:14]
作詞：畑亜貴、作曲：神前暁、編曲：柏森進@MOSAIC.WAV
5. [3:28]
作詞：畑亜貴、作曲：神前暁、編曲：名無しさん
6. [6:14]
作詞：畑亜貴、作曲：神前暁、編曲：小池雅也@4-EVER
7. [6:15]
作詞：畑亜貴、作曲：神前暁、編曲：eicheph

## 製作人員
- 演唱歌手：平野綾、加藤英美里、福原香織、遠藤綾
- 製作人：齋藤滋（Lantis）
- Engineer：淺野浩伸、奥田基樹、森田信之
- Studio：Magic Garden
- 原畫：堀口悠紀子
- 彩色：三浦理奈
- 背景：田村
- 設計：OverDriveDesign
- 宣傳：松村起代子、鈴木、岩下由希惠（Lantis）
- 促銷：木戶健介、杉谷惠美（Lantis）
- 勤務：山崎彩、濵田邦子（Lantis）
- 鳴謝：、角川書店、京都動畫
- 執行監督：伊藤善之
- 執行製作人：井上俊次（Lantis）

## 榮譽
- 第12回Animation神戶賞主題歌賞[3]
- 第2回聲優Awards歌唱賞[4]
- 第30回Anime Grand動畫歌曲部門

## 外部連結
- 拿去吧！水手服 Lantis的介紹 （页面存档备份，存于）
- http://www.lantis.jp/new-release/data.php?id=bd6616f15cfa506830631b22680b77b1 （页面存档备份，存于）
- http://www.lantis.jp/new-release/data.php?id=57feeeb0de0f18e45a7033e21c6d2e8c （页面存档备份，存于）